# Гавдопула
Гавдоупула (грч. Γαυδοπούλα) је мало ненасељено острво близу нешто већег Гавдоса, око 40 km јужно од Крита.